# Hội Thánh Đức Chúa Trời Toàn Năng
Hội Thánh Đức Chúa Trời Toàn Năng (chữ Hán giản thể: 全能神教会, pinyin: Quánnéng Shén Jiàohuì, phiên âm Hán Việt: Toàn năng Thần Giáo hội) là một phong trào tôn giáo mới được thành lập tại Trung Quốc vào năm 1991, mà các nguồn chính phủ Trung Quốc gán cho ba đến bốn triệu thành viên, mặc dù các học giả coi những con số này là hơi cao. Tên gọi "Tia Chớp Phương Đông" được rút ra từ Tân Ước, Phúc âm Matthew 24:27: "Vì như tia chớp phát ra từ phương đông lòe sáng đến tận phương tây thể nào, thì sự quang lâm của Con Người cũng sẽ như thế." Giáo lý cốt lõi của nó là Chúa Giêsu Kitô trở lại Trái Đất trong thời của họ với tư cách là Đức Chúa Trời Toàn Năng nhập thể, lần này không phải là một người đàn ông mà là một phụ nữ Trung Quốc. Phong trào này được chính quyền Trung Quốc coi là tà giáo (xie jiao (邪教; một thuật ngữ thường được dịch là cuồng giáo, nhưng thực tế được sử dụng từ thời nhà Minh để chỉ ra những lời dạy của Hồi giáo)  và bị buộc tội với nhiều tội ác khác nhau, bao gồm cả vụ giết người sùng bái Chiêu Viễn McDonald khét tiếng. Đối thủ Kitô giáo và truyền thông quốc tế đã lần lượt mô tả nó như một cuồng giáo  và thậm chí là một "tổ chức khủng bố". Giáo hội phong trào này phủ nhận tất cả các cáo buộc, và có những học giả đã kết luận rằng một số cáo buộc mà họ đã điều tra cho đến nay thực sự là sai hoặc cường điệu.

## Sách tham khảo
- Aikman, David (2003). Jesus in Beijing: How Christianity Is Transforming China and Changing the Global Balance of Power. Washington D.C.: Regnery. ISBN 978-0895261281.
- BBC News (2014). ”China Cult Murder Trail: Two Members Sentenced to Death.” October 11, 2014.
- CESNUR (2017). "La Chiesa di Dio Onnipotente - 'Il Lampo da Levante.'" Enciclopedia delle Religioni in Italia.
- Chan, Lois, and Steve Bright (2005). “Deceived by the Lightning” Lưu trữ ngày 22 tháng 12 năm 2017 tại Wayback Machine. The Christian Research Journal, 28,3.
- China People’s Daily (2014).“Inside China’s ‘Eastern Lightning’ Cult.” June 3, 2014,.
- Dunn, Emily C. (2008a). “‘Cult,' Church, and the CCP: Introducing Eastern Lightning." Modern China 35(1):96–119. ISSN 0097-7004.
- Dunn, Emily (2008b). “The Big Red Dragon and Indigenizations of Christianity in China." East Asian History 36: 73-85. ISSN 1036-6008
- Dunn, Emily (2015). Lightning from the East: Heterodoxy and Christianity in Contemporary China. Leiden: Brill. ISBN 978-90-04-29724-1.
- Dunn, Emily (2016). “Reincarnated Religion? The Eschatology of the Church of Almighty God in Comparative Perspective.” Studies in World Christianity, 22(3):216–233. ISSN 1354-9901.doi:10.3366/swc.2016.0157.
- Folk, Holly (2017). “‘Cult Crimes’ and Fake News: Eye-Gouging in Shanxi.” The Journal of CESNUR 1(2):96-109. ISSN 2532-2990. doi:10.26338/tjoc.2017.1.2.5.
- Folk, Holly. 2018. “Protestant Continuities in The Church of Almighty God.” The Journal of CESNUR 2(1): 58-77 ISSN 2532-2990. doi:10.26338/tjoc.2018.2.1.4.
- Gracie Carrie (2014). “Chasing China’s Doomsday Cult.” BBC News, August 14, 2014.
- Introvigne, Massimo (2017a). “‘Cruel Killing, Brutal Killing, Kill the Beast’: Investigating the 2014 McDonald’s ‘Cult Murder’ in Zhaoyuan.” The Journal of CESNUR 1(1):61-73. ISSN 2532-2990. doi:10.26338/tjoc.2017.1.1.6.
- Introvigne, Massimo (2017b). “Church of Almighty God and the Visual Arts.” World Religions and Spirituality Project, Virginia Commonwealth University, December 3, 2017.
- Introvigne, Massimo (2017c). ““Church of Almighty God” Lưu trữ ngày 7 tháng 1 năm 2018 tại Wayback Machine. Profiles of Millenarian & Apocalyptic Movements, CenSAMM (Center for the Critical Study of Apocalyptic and Millenarian Movements).
- Introvigne, Massimo (2018a). “Captivity Narratives: Did The Church of Almighty God Kidnap 34 Evangelical Pastors in 2002?”. The Journal of CESNUR 2(1):100-110. doi:10.26338/tjoc.2018.2.1.6.
- Introvigne, Massimo (2018b). "Family Networks and the Growth of The Church of Almighty God." Lưu trữ ngày 4 tháng 8 năm 2018 tại Wayback Machine. Interdisciplinary Journal of Research on Religion 14(12):1-20.
- Introvigne, Massimo (2018c). "Fake News! Chinese Mobilization of Resources Against The Church of Almighty God as a Global Phenomenon." The Journal of CESNUR 2(4):10-27. doi:10.26338/tjoc.2018.2.4.2
- Introvigne, Massimo (2018d). “The McDonald’s Murder of 2014: The Crime The Church of Almighty God Did Not Commit.” Bitter Winter, September 20.
- Introvigne, Massimo (2019). "The Church of Almighty God / Eastern Lightning: 10 False Myths." Bitter Winter, April  9.
- Introvigne, Massimo and David Bromley (2017). “The Lü Yingchun/Zhang Fan Group.” World Religions and Spirituality Project, Virginia Commonwealth University, October 16, 2017.
- Irons, Edward. 2018. “The List: The Evolution of China’s List of Illegal and Evil Cults.” The Journal of CESNUR 2(1):33-57.ISSN 2532-2990. doi:10.26338/tjoc.2018.2.1.3.
- Irvine, Chris (ed.) (2014). “Chinese Boy Whose Eyes Were Gouged Out Fitted with Prosthetic Eyeballs.” The Telegraph, December 12, 2013.
- Jacobs, Andrew. 2012. “Chatter of Doomsday Makes Beijing Nervous.” The New York Times, December 19, 2012.
- Kindopp, Jason. 2004. “Fragmented yet Defiant: Protestant Resilience under Chinese Communist Party Rule." In God and Caesar in China: Policy Implications of Church-State Tension, edited by Jason Kindopp and Carol Lee Hamrin, 122-145. Washington D.C.: Brookings Institution Press. ISBN 0-8157-4936-8.
- KKNews (2017). “「反邪動態」美國、義大利專家赴鄭州進行反邪教學術交流 (‘Anti-Cult’: US, Italian Experts Went to Zhengzhou for Anti-Cult Academic Exchanges).”  Lưu trữ ngày 22 tháng 4 năm 2019 tại Wayback Machine KK News, July 11, 2017.
- Lai, Ting-heng [and others] (2014). “Chinese Doomsday Cult Expands to Taiwan”. Want China Times (Taiwan), June 2, 2014.
- Li, Cao (2014). “招遠血案讓全能神教再入公眾視野 (Zhaoyuan Blood Case Brings into Public View the Case of the Reincarnation of the Almighty God).” The New York Times (Chinese edition), June 3, 2014.
- Ma, Xingrui. 2014. “马兴瑞同志在省委防范和处理邪教问题领导小组全体成员会议上的讲话 (Comrade Ma Xingrui's Speech on the Meeting of All Provincial Leadership Leading Group on Preventing and Controlling Cults, July 9, 2014).” Reproduced on the Web site of the Association for the Protection of Human Rights and Religious Freedom.
- Palmer, David Alexander (2012). “Heretical Doctrines, Reactionary Secret Societies, Evil Cults: Labelling Heterodoxy in 20th-Century China.” In Chinese Religiosities: The Vicissitudes of Modernity and State Formation, edited by Mayfair Yang, 113-134. Berkeley and Los Angeles: University of California Press. ISBN 9780520098640.
- Patranobis, Sutirtho. 2012. “400 Members of Doomsday Cult Held in Central China.” Hindustan Times, December 20, 2012.
- Shen, Xiaoming, and Eugene Bach. 2017. Kidnapped by a Cult: A Pastor’s Stand Against a Murderous Sect. New Kensington, Pennsylvania: Whitaker House. ISBN 1629118044.
- Sina Video 2014 “视频：招远案嫌疑犯接受采访全程-我感觉很好 (Video: Zhaoyuan Case Suspect Interviewed in Depth – ‘I Feel Good.’”) May 31, 2014.
- Šorytė, Rosita. 2018. “Religious Persecution, Refugees, and Right of Asylum: The Case of The Church of Almighty God.” The Journal of CESNUR 2(1):78-99. ISSN 2532-2990. doi:10.26338/tjoc.2018.2.1.5.
- The Beijing News (2014). “山东招远血案被告自白：我就是神, The Confession of the Defendant of the Murder Case in Zhaoyuan, Shandong: 'I Am God Himself.'” August 23, 2014. Compiled by Yang Feng (Accessed August 22, 2018).
- Tiezzi, Shannon. 2014. “China’s Other Religious Problem: Christianity.” The Diplomat, June 3, 2014.
- Zoccatelli. PierLuigi. 2018. “Anti-Cult Campaigns in China and the Case of The Church of Almighty God: An Introduction.” The Journal of CESNUR 2(1):3-12. ISSN 2532-2990. doi:10.26338/tjoc.2018.2.1.1.

## External links
- The Church of Almighty God at YouTube